# Casa Walter H. Gale
La Casa Walter H. Gale, ubicada en el suburbio de Oak Park, Illinois, en Chicago, fue diseñada por Frank Lloyd Wright y construida en 1893. La casa fue encargada por Walter H. Gale de una familia prominente de Oak Park y es la primera casa que Wright diseñó después de dejar la firma de Adler & Sullivan (dirigida por el ingeniero Dankmar Adler y el arquitecto Louis Sullivan). La casa Gale  se incluyó en el Registro Nacional de Lugares Históricos el 17 de agosto de 1973.

## Historia
La casa fue diseñada por Frank Lloyd Wright en 1893 para Walter H. Gale, quien era miembro de una de las "familias fundadoras" de Oak Park y operador de una ferretería local. La casa fue el primer diseño realizado después de que dejó la firma de Louis Sullivan, Adler & Sullivan. La casa continuó con la naturaleza de la propia casa de Wright y fue una de una serie de casas modestas diseñadas en 1892 y 1893. Dos de estas casas fueron diseñadas para Walter Gale sobre una base especulativa, la otra se conoce como Casa Robert P. Parker, que se encuentra en Chicago Avenue desde la casa Gale. La casa Gale , como todas las casas diseñadas en esta "serie", tiene lados simétricos pero son difíciles de ver claramente porque otros edificios están construidos demasiado cerca. La casa Gale  parece pequeña pero es bastante espaciosa y sigue planos casi idénticos a los de las otras casas diseñadas y construidas alrededor de 1893, aunque hay diferencias, sobre todo en los perfiles del techo.

## Arquitectura

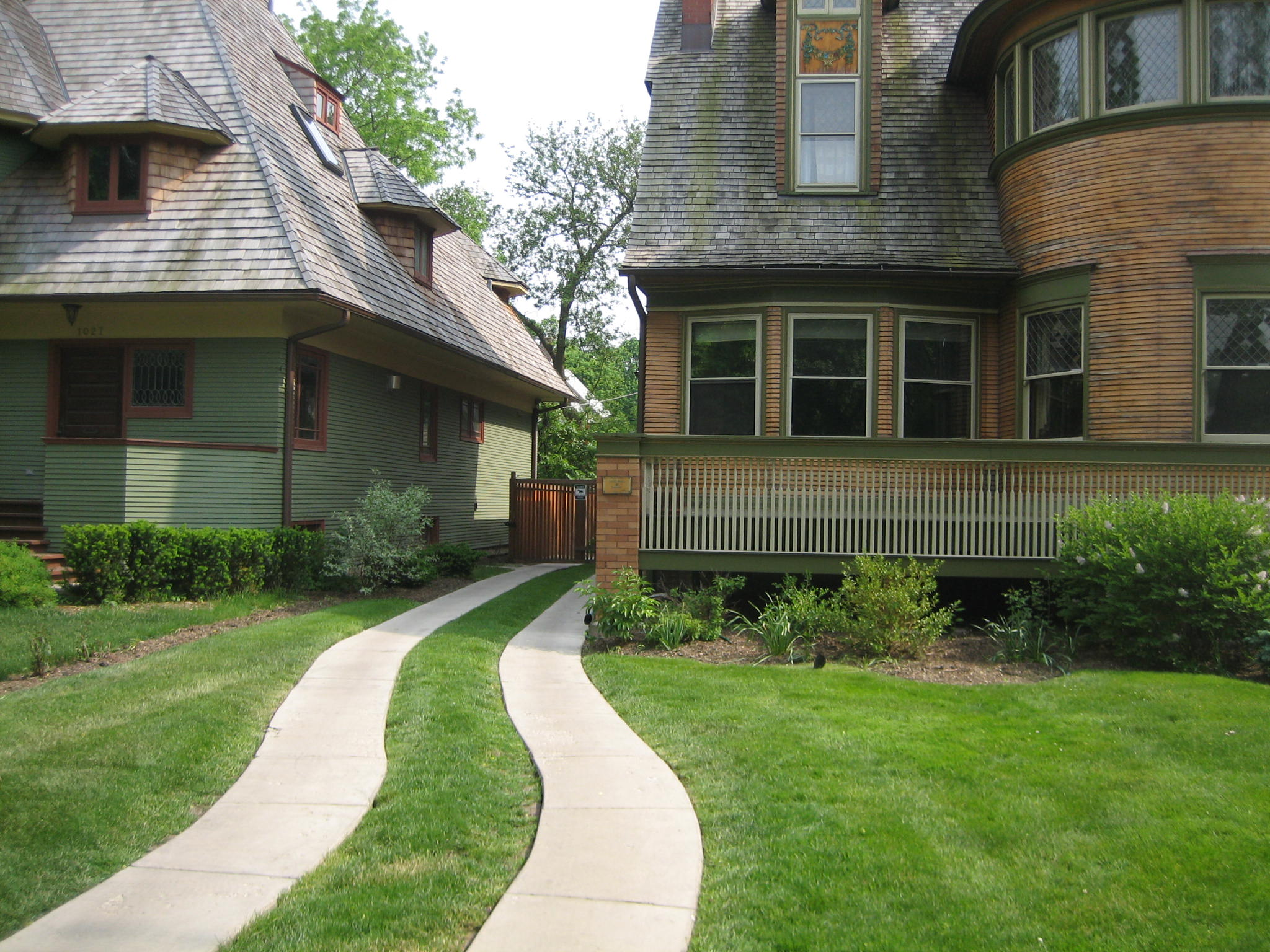
Según los estándares de los suburbios estadounidenses, la casa Gale está bastante cerca de otras estructuras. La casa de la izquierda es otro edificio de Frank Lloyd Wright, la Casa de Thomas H. Gale.

La casa está diseñada en un estilo Reina Ana y demuestra la predilección de Wright por la planificación informal. El diseño Reina Ana, influenciado por el primer maestro de Wright, Louis Sullivan, demuestra cuán lejos tuvo que llegar Wright antes de que su estilo moderno temprano, conocido como Prairie School, estuviera completamente maduro. La casa Gale  es claramente una casa de estilo Reina Ana, evidencia de esto se puede encontrar en la complejidad de la masa, los detalles de las buhardillas, las ventanas palladianas en los hastiales laterales y las variadas texturas de las tejas, el revestimiento y el ladrillo, así como los paneles de diamante y vidrio emplomado. A pesar de los elementos evidentes de estilo Reina Ana, la casa Gale  tiene una pureza geométrica que es poco convencional. Representa el comienzo del movimiento de Wright para liberarse de las limitaciones de los estilos de diseño históricos.
La casa de construcción de marcos está construida sobre una base de granito con una cubierta exterior de tablillas en su mayoría angostas. Las ventanas abatibles originales de vidrio emplomado y con paneles de diamante están intactas. En el interior de la casa la planta baja consta de escalera, recibidor, sala, comedor, cocina y despensa. La sala está revestida con paneles de abedul aceitado y tiene una barandilla con " balaustres muy atenuados que enmarcan las escaleras". El segundo piso cuenta con cuatro dormitorios, uno con baño y chimenea. El tercer piso alberga una gran sala dispuesta en un eje este-oeste.

## Significado
La casa es uno de los primeros diseños independientes de Wright y es especialmente importante como vínculo en la evolución de Wright de un estilo más tradicional a los diseños posteriores de su estilo moderno temprano. La casa, incluida en el Registro Nacional de Lugares Históricos el 17 de agosto de 1973, también muestra el efecto que Louis Sullivan tuvo en el joven arquitecto y la dirección disciplinada y geométrica que Wright tomó con sus diseños. La casa fue designada un hito local por el pueblo de Oak Park el mismo día que se incluyó en el Registro Nacional.